# Да преодолееш мъката
Да преодолееш мъката (на испански: Vencer el desamor) е мексиканска теленовела, режисирана от Бенхамин Кан и Фернандо Несме и продуцирана от Роси Окампо за Телевиса в сътрудничество с Population Media Center през 2020 г., която е вторият проект от франчайза Да преодолееш. Това е оригинална история, създадена от Педро Армандо Родригес и Клаудия Веласко.
В главните роли са Клаудия Арварес, Давид Сепеда, Даниела Ромо, Хуан Диего Коварубиас, Емануел Паломарес, Хулия Урбини и Валентина Бусуро, а в отрицателните са Алтаир Харабо, Алфредо Гатика и Исабела Камил. Специално участие вземат Лурдес Рейес, Кристиан де ла Кампа, Алехандра Гарсия, Джошуа Гутиерес и първите актьори Хосе Елиас Морено и Леонардо Даниел.

## Сюжет
Историята разказва за четири жени от различни възрасти и социални прослойки, които са принудени да живеят заедно под един покрив. Първоначално съжителството помежду им е сложно и напрегнато поради различните им визии и начини за изправяне пред проблемите от живота, но малко по малко сестринството и солидарността преобладават, когато осъзнават особената връзка, която съществува между тях - всяка е страдала, по един или по друг начин, отсъствието и изоставянето на съответните им партньори.

## Актьори
- Клаудия Алварес – Ариадна Лопес Ернандес
- Давид Сепеда – Алваро Фалкон Албаран
- Даниела Ромо – Барбара Албаран де Фалкон
- Алтаир Харабо – Олга Коядо
- Хуан Диего Коварубиас – Едуардо Фалкон Албаран
- Емануел Паломарес – Гаел Фалкон Албаран
- Хулия Урбини – Дафне Фалкон Миранда
- Валентина Бусуро – Хема Корона
- Алфредо Гатика – Куаутемок Варгас
- Исабела Камил – Линда Браун
- Хосе Елиас Морено – Хоакин Фалкон Руис
- Джошуа Гутиерес – Нестор Ибара
- Кристиан де ла Кампа – Пауло
- Алехандра Гарсия – Ромина Инунса
- Лурдес Рейес – Хосефина Миранда
- Клаудия Риос – Левита Корона
- Ракел Морел – Имелда
- Патрисия Мартинес – Марта
- Франсиско Авенданьо – Еухенио
- Иван Каранса – Умберто
- Барбара Фалкони – Касандра Риос
- Пако Луна – Хуанхо
- Милдред Фехтер – Ивет
- Габриела Сас – Йоланда
- Хорхе Алберто Боланьос – Силвестре Салмерон
- Моисес Мансано – Онофре Корона
- Тисок Аройо – Каликсто
- Икер Гарсия – Тадео Фалкон Лопес
- Мия Мартинес – Клара Мария Ибара Фалкон
- Еухенио Кобо – Педро
- Еванхелина Мартинес – Кукита
- Леонардо Даниел – Лино Ферер
- Паулина Гото – Марсела Дуран Брачо

## Премиера
Премиерата на Да преодолееш мъката е на 12 октомври 2020 г. по Las Estrellas. Последният 93. епизод е излъчен на 19 февруари 2021 г.

## Продукция
Продукцията е обявена на 20 януари 2020 г. от Патрисио Уилс (президент на Телевиса Студиос), в рамките на NAPTE 2020, заедно с други нови продукции, като
първоначално теленовелата е с работното заглавие Той вече не живее тук. В началото на февруари 2020 г. е потвърдено, че Клаудия Алварес и Давид Сепеда ще бъдат главните действащи лица в историята. На 24 февруари е обявено, че теленовелата ще бъде част от друга теленовела - Да преодолееш страха, като по този начин се оформя франчайзът Да победиш, като са потвърдени имената на двама от актьорите, които са били част втората - Емануел Паломарес и Беатрис Морено, Даниела Ромо е потвърдена като една от четирите главни героини в поредицата. В същия ден Роси Окампо обявява заглавието на теленовелата - Да преодолееш мъката.
На 14 март 2020 г. на пресконференция е потвърдено, че Хулия Урбини, Валентина Бусуро и Хуан Диего Коварубиас ще бъдат част от основния актьорски състав. Първият промоционален трейлър на теленовелата е излъчен на 17 март 2020 г., а героинята на Ромо е представена в последния епизод на Да победиш страха, като споделя обща сцена с Арселия Рамирес.
Снимките на теленовелата са насрочени за началото на април 2020 г., а премиерата - за 13 юли същата година, заменяйки Давам ти живот, но заради Пандемията от коронавирус в Мексико всички дати са отменени. На 29 март 2020 г. Телевиса разпорежда временно спиране на всички записи на своите теленовели и сериали, заснемани в форумите (студиата) на компанията. Записите на теленовелите Да преодолееш мъката, Давам ти живот и Империя от лъжи, както и на други продукции са възобновени през първата седмица на месец юни, а официалният старт на снимките е даден на 16-ти същия месец от изпълнителните директори на Телевиса Алфонсо де Ангоития и Бернардо Гомес. На 9 септември 2020 г. е обявено, че Паулина Гото, която изпълнява главната женска роля в Да победиш страха, ще вземе специално участие в Да преодолееш мъката. Снимките на теленовелата започват на 29 юни 2020 г. и приключват на 16 декември 2020 г.

## Награди и номинации
TV Adicto Golden Awards 2020
| Категория                       | Номинация                                      | Резултат |
| ------------------------------- | ---------------------------------------------- | -------- |
| Най-добра национална теленовела | Роси Окампо                                    | Печели   |
| Най-добра продукция             | Роси Окампо                                    | Печели   |
| Най-добра актриса в главна роля | Даниела Ромо                                   | Печели   |
| Най-добра песен                 | Vencer el desamor в изпълнение на Даниела Ромо | Печели   |
| Най-добър режисьор              | Бенхамин Кан Фернандо Несме                    | Печелят  |
| Най-добра оригинална история    | Педро Армандо Родригес Клаудия Веласко         | Печелят  |